# Thanh Nho
Thanh Nho là một xã thuộc huyện Thanh Chương, tỉnh Nghệ An, Việt Nam.
Xã Thanh Nho có diện tích 19,64 km², dân số năm 1999 là 4670 người, mật độ dân số đạt 238 người/km².
Lãnh đạo, cán bộ xã 
Bí thư Đảng ủy: ông Nguyễn Hồng Sơn
Chủ tịch UBND xã: ông Trần Đình Truyền
Phó chủ tịch UBND xã: ông Nguyễn Trọng Trung
Chủ tịch MTTQ xã: ông Trần Văn Hùng
Bí thư đoàn xã: bà Dương  Thị Thu
Các xóm theo hành chính mới:
- Phía trong: Xóm Nho Phong, Nho Sơn (được gộp lại từ các xóm cũ trước đây của vùng Phong Sơn là xóm 7, 8, 9, 10)
- Phía ngoài: Xóm Nho Tân, Nho Liên, Nho Xuân (được gộp lại từ các xóm cũ trước đây của vùng Liên Xuân là xóm 1A, 1B, 2, 3, 4, 5, 6, mới)
Danh sách các chức danh lãnh đạo qua các thời kỳ
| TT | Họ và tên         | Thời gian        | Ghi chú      |                           |
| -- | ----------------- | ---------------- | ------------ | ------------------------- |
| 1  | Đậu Bá Xí         | 1945 - 1947      | Xã Yên Sơn   |                           |
| 2  | Phạm Văn Tuấn     | 1947 - 1949      | Xã Minh Sơn  |                           |
| 3  | Phan Chương       | 1949 - 1951      | Xã Minh Sơn  |                           |
| 4  | Nguyễn Tính       | 1951 - 1952      | Xã Minh Sơn  |                           |
| 5  | Phan Cường        | 1952 - 1953      | Xã Minh Sơn  |                           |
| 6  | Nguyễn Xuân Thơu  | 1953 - 1955      | Xã Thanh Nho |                           |
| 7  | Nguyễn Văn Man    | 1955 - 1958      | Xã Thanh Nho |                           |
| 8  | Lê Duy Đống       | 1958 - 1964      | Xã Thanh Nho |                           |
| 9  | Nguyễn Xuân Thơu  | 1964 - 1968      | Xã Thanh Nho |                           |
| 10 | Nguyễn Ngọc Xuân  | 1968 - 4/1970    | Xã La Mạc    |                           |
| 11 | Lê Duy Đống       | 5/1970 - 1971    | Xã La Mạc    |                           |
| 12 | Nguyễn Xuân Thơu  | 1971 - 1974      | Xã Thanh Nho |                           |
| 13 | Nguyễn Đình Vĩnh  | 1974 - 2000      | Xã Thanh Nho | 1989 - 1994 Huyện ủy viên |
| 14 | Đậu Bá Quế        | 11/2000 - 6/2004 | Xã Thanh Nho |                           |
| 15 | Nguyễn Xuân Đường | 7/2004 - 2017    | Xã Thanh Nho |                           |
| 16 | Nguyễn Xuân Khánh | 4/2017 - 5/2018  | Xã Thanh Nho |                           |
| 17 | Trần Đình Truyền  | 7/2018 - 5/2020  | Xã Thanh Nho |                           |
| 18 | Nguyễn Hồng Sơn   | 5/2020 - 2025    | Xã Thanh Nho | Đương nhiệm               |

| TT | Họ và tên        | Thời gia        | Ghi chú      |  |
| -- | ---------------- | --------------- | ------------ |  |
| 1  | Nguyễn Đình Vĩnh | 1994 - 1999     | Xã Thanh Nho |  |
| 2  | Đậu Bá Quế       | 2000 - 6/2004   | Xã Thanh Nho |  |
| 3  | Nguyễn Văn Đường | 7/2004 - 6/2016 | Xã Thanh Nho |  |
| 4  | Nguyễn Hồng Sơn  | 7/2016 - 2021   | Xã Thanh Nho |  |

| TT | Họ và tên        | Thời gian       | Ghi chú      |             |
| -- | ---------------- | --------------- | ------------ | ----------- |
| 1  | Nguyễn Đình Sông | 1945 - 1946     | Xã Yên Sơn   |             |
| 2  | Nguyễn Đình Sái  | 1946 - 1947     | Xã Yên Sơn   |             |
| 3  | Nguyễn Hữu Thủy  | 1947 - 1952     | Xã Minh Sơn  | 1948        |
| 4  | Hồ Sỹ Châu       | 1952 - 1953     | Xã Minh Sơn  |             |
| 5  | Nguyễn Văn Man   | 1954 - 1956     | Xã Thanh Nho |             |
| 6  | Đậu Bá Hiên      | 1956 - 1961     | Xã Thanh Nho |             |
| 7  | Mai Văn Lâm      | 1961 - 1965     | Xã Thanh Nho |             |
| 8  | Nguyễn Trọng Đại | 1965 - 1968     | Xã Thanh Nho |             |
| 9  | Nguyễn Xuân Thơu | 1968 4/1970     | Xã La Mạc    | 1969 - 1970 |
| 10 | Lê Đình Bình     | 5/1970 - 1973   | Xã Thanh Nho |             |
| 11 | Hồ Sỹ An         | 1973 - 1978     | Xã Thanh Nho |             |
| 12 | Nguyễn Đình Liên | 1978 - 1987     | Xã Thanh Nho |             |
| 13 | Trần Đình Bình   | 1991 - 3/1998   | Xã Thanh Nho |             |
| 14 | Nguyễn Văn Đường | 4/1998 - 5/2004 | Xã Thanh Nho |             |
| 15 | Đậu Bá San       | 6/2004 - 7/2007 | Xã Thanh Nho |             |
| 16 | Trần Văn Bình    | 9/2007 - 2020   | Xã Thanh Nho |             |
| 17 | Trần Đình Truyền |                 | Xã Thanh Nho | Đương nhiệm |